# Traductor universal
El traductor universal es un dispositivo ficticio, presente en muchas historias de ciencia ficción, capaz de traducir en tiempo real cualquier idioma en forma comprensible, de modo bidireccional

## Star Trek
El traductor universal es una tecnología clave en el universo de ficción de Star Trek, pobladas por numerosas especies alienígenas  ente en toda la serie, en la que se puede ver su notable evolución. 
En la serie de televisión Star Trek: Enterprise el traductor, que se asemeja a un ordenador PDA (o a un mando a distancia), y es utilizado principalmente por el oficial de comunicaciones, la alférez Hoshi Sato, que es también la autora de la invención. En Star Trek: Voyager está integrado con el sistema de comunicación (el distintivo o badge sobre el pecho) de cada miembro de la nave. En la serie Star Trek: Deep Space Nine es un traductor universal miniaturizado implantado directamente en el oído de Ferengi, no está claro si se trata de un implante fijo o removible, en el episodio "hombres verdes" (Little Green Men) parece fijo, pero es accesible su reparación desde el exterior. 
El traductor universal está equipado con un algoritmo de inteligencia artificial y es capaz de aprender un nuevo idioma tras un corto período de tiempo de escucha y análisis automatizado del lenguaje, cuya estructura se compara con la de todas los idiomas conocidas a fin de identificar similitudes. Su función específica es leer las ondas cerebrales emitidas por cualquier forma de vida que encuentre, siendo estas muy similares en todas las especies alienígenas y enviarlas de manera que el cerebro del receptor tenga la impresión de estar en el mismo lenguaje (Idioma). Sin embargo, hay veces que no es capaz de descifrar idiomas extraterrestres demasiado complejos, sobre todo si estos se apartan significativamente de los que ya están en su base de datos o si las ondas cerebrales son desconocidas.

## Otros
- Babel Fish, el traductor biológico universal de la serie La Guía del autoestopista Galaxy de Douglas Adams.